# مرزيجران (أميرية)
مرزیجران (بالفارسية: مرزیگران .) هي قرية تقع في إيران في قسم أمیریة الريفي. يقدر عدد سكانها بـ 3,081 نسمة .